# Пагода Семи Дней

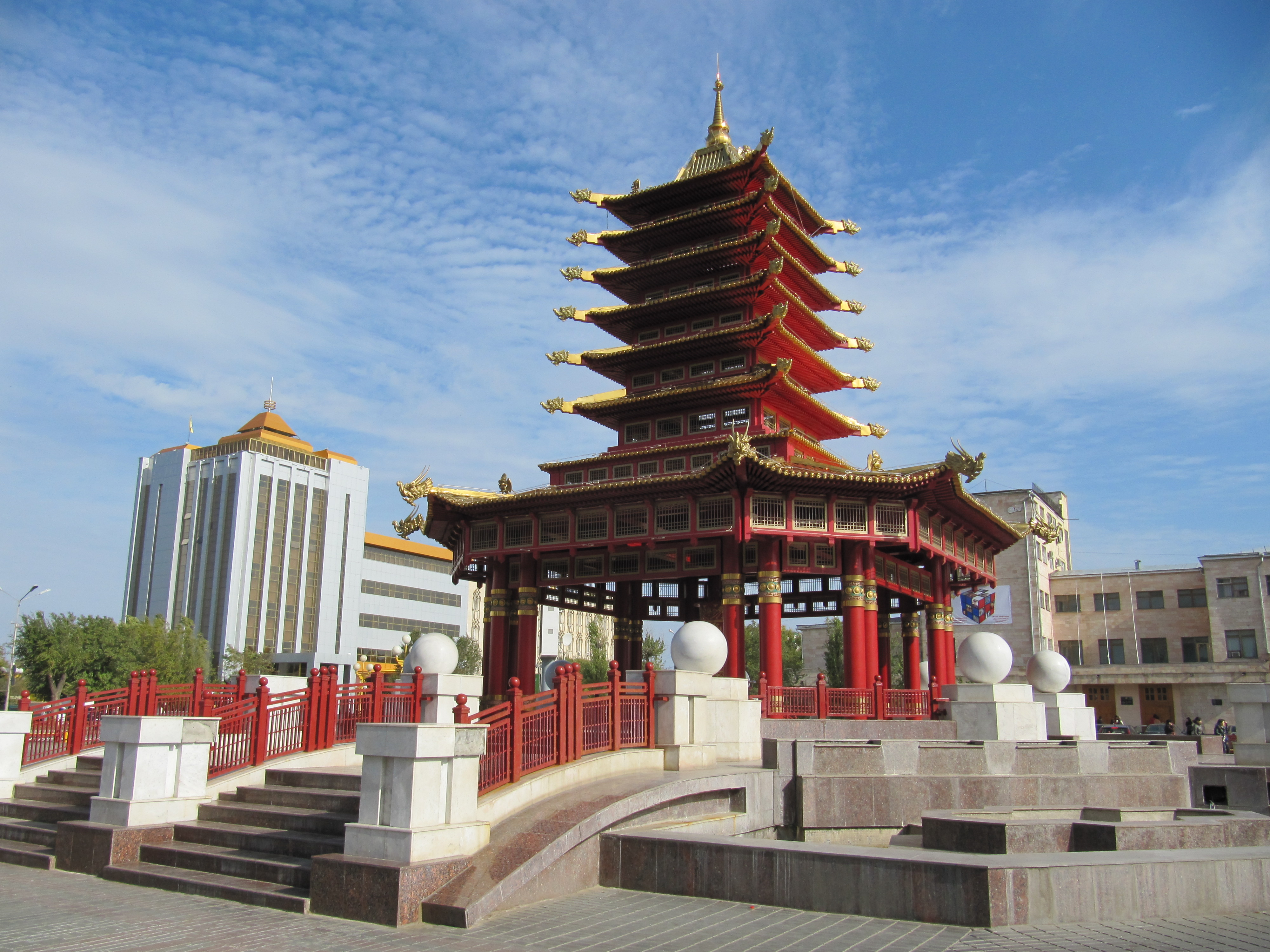
Пагода Семи Дней, Элиста, Калмыкия

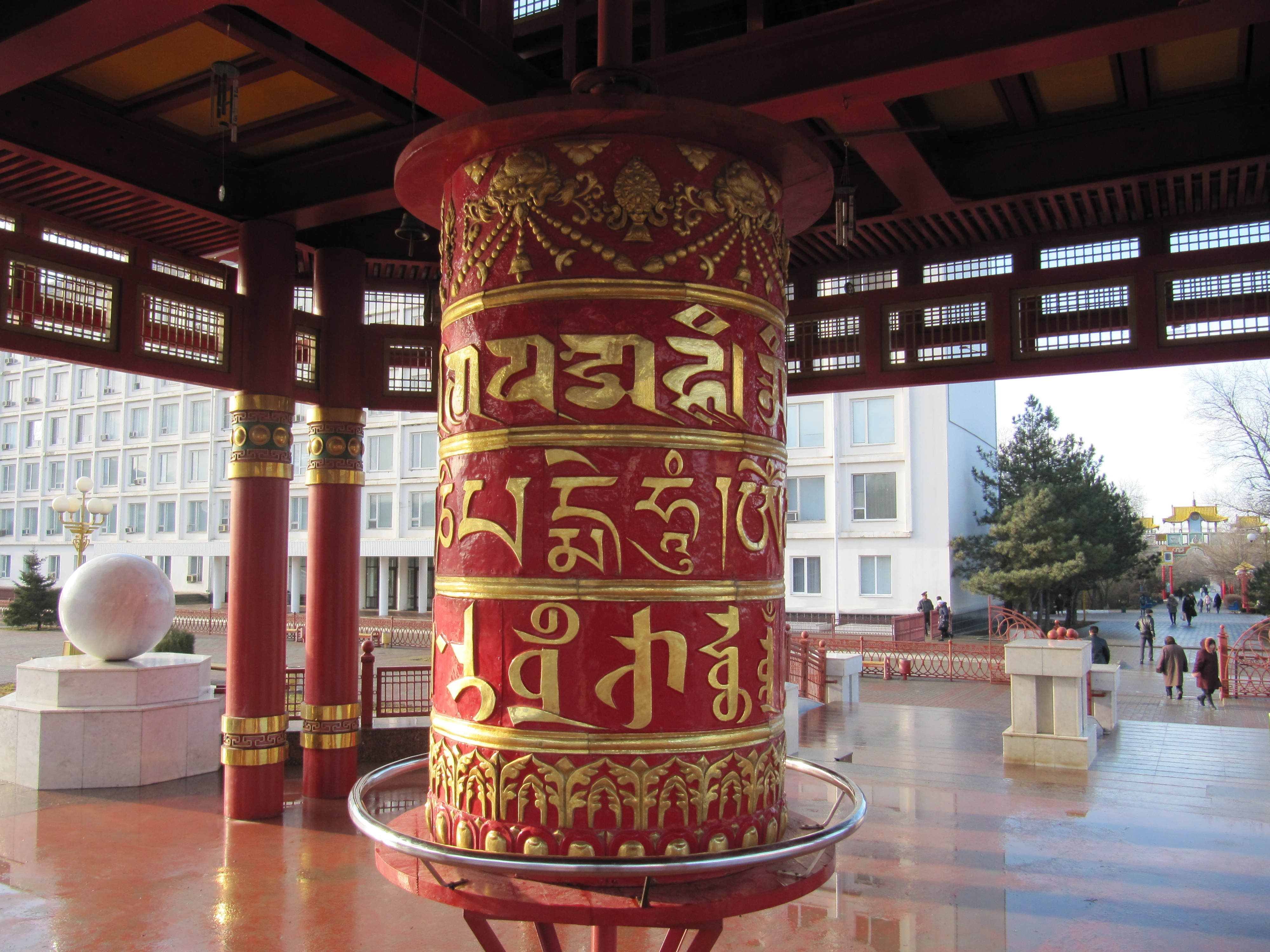
Молитвенный барабан

Пагода Семи Дней — пагода на центральной площади Ленина в городе Элиста, Калмыкия.

## История
Пагода Семи Дней построена в 2005 году по проекту архитектора А. Босчаева.

## Описание
Название пагоды связано с семью буддами, пришедшими в наш мир. Остроконечный шпиль пагоды, называемый «ганджир», символизирует выход из сансары и достижение нирваны. В корпусе пагоды размещён молитвенный барабан диаметром 1,2 метра и высотой 1,8 метра. Барабан подарен в дар Калмыкии ламами тантрического монастыря Гьюмед в Индии в день 70-летия Его Святейшества Далай-ламы XIV. Барабан весит 2 тонны и на нём нанесены золотыми буквами надписи мантры «Ом мани падме хум» на тибетском языке, санскрите и калмыцком языке азбукой тодо-бичиг. В барабан заложены 75 миллионов мантр.
Пагода Семи Дней окружена фонтанами и является доминантным архитектурным сооружением площади Ленина.

## Галерея

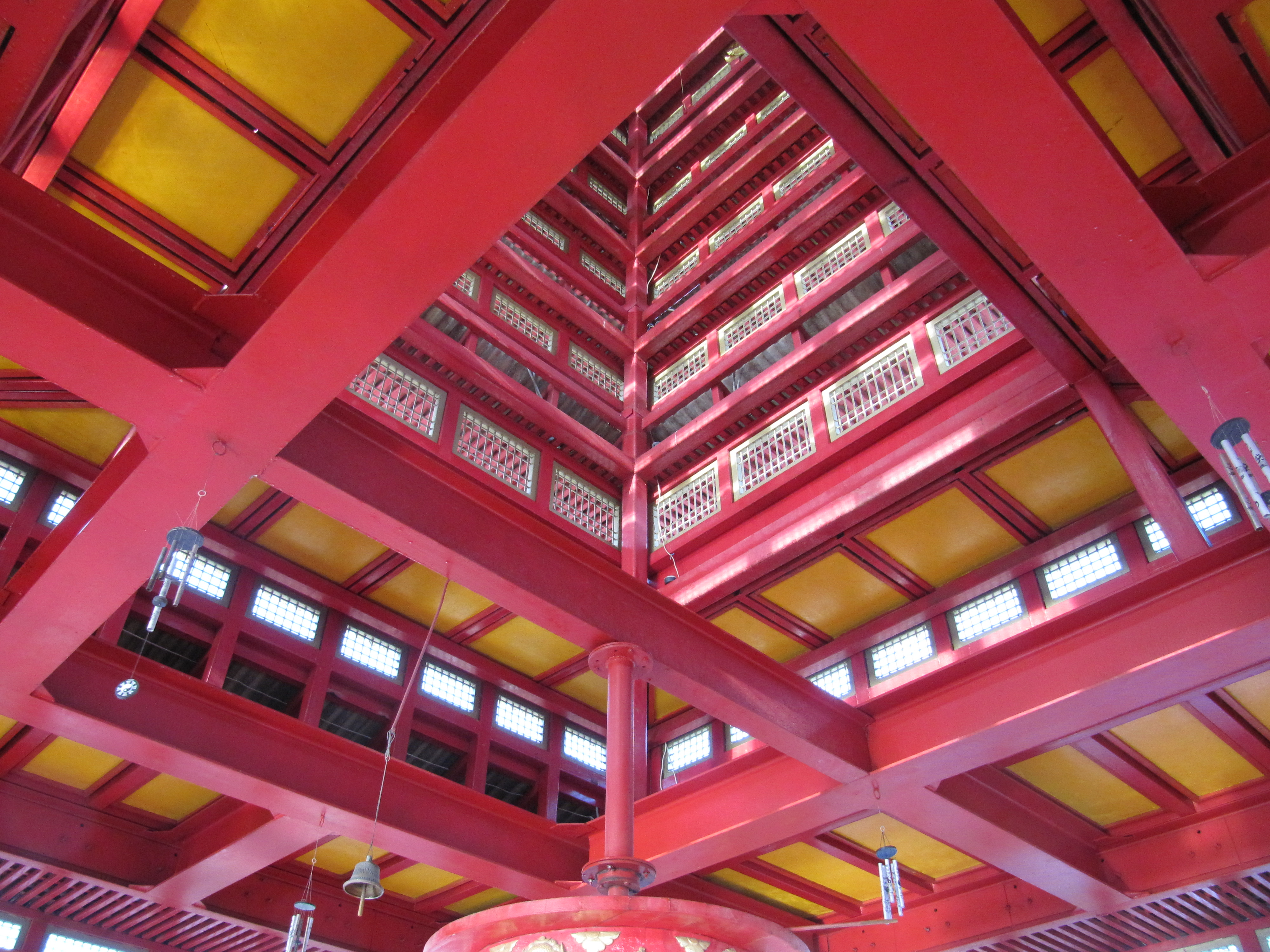
Купол Пагоды Семи Дней
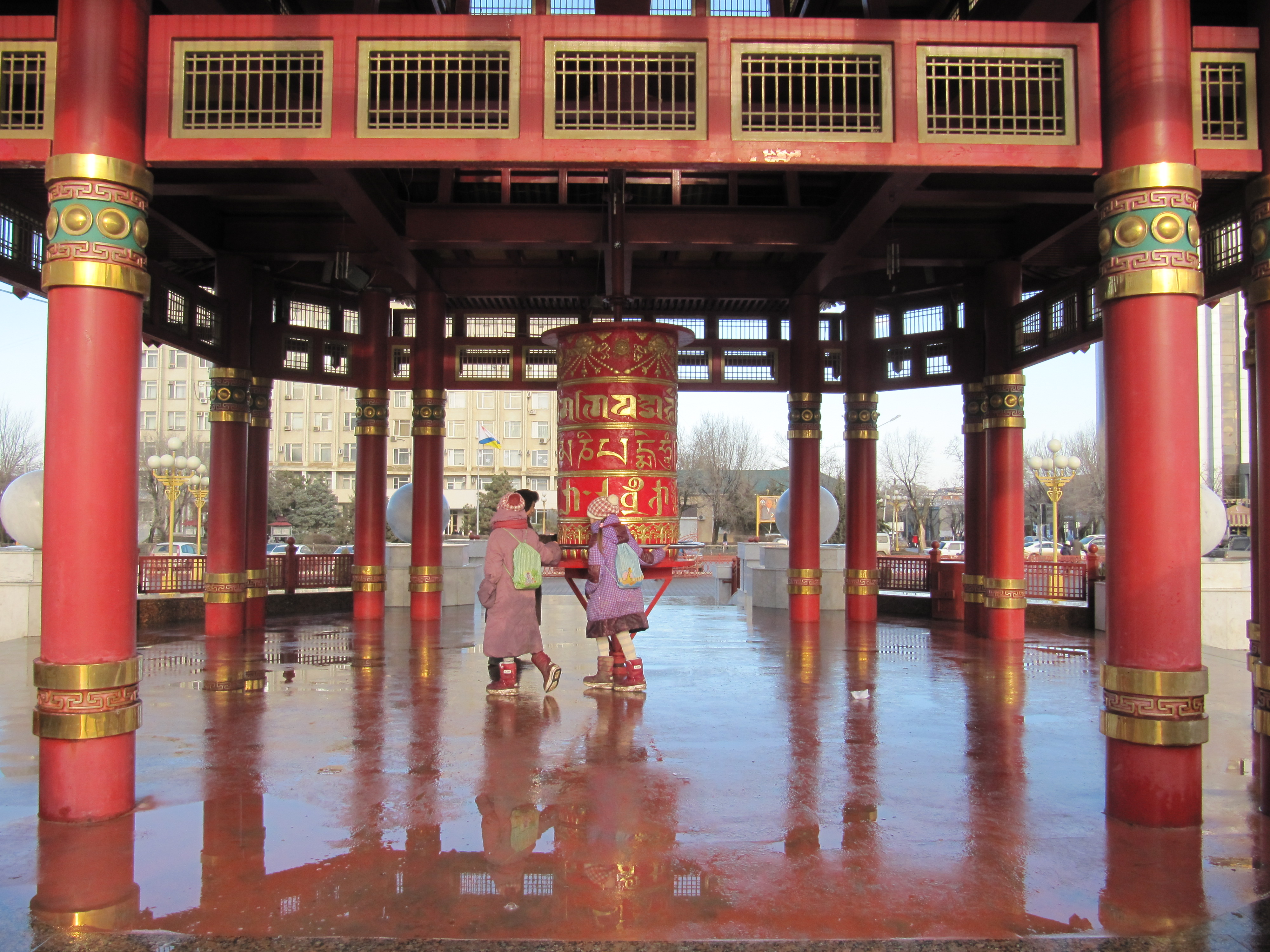
Пагода Семи Дней